# ماير لانسكي
ماير لانسكي (ولد باسم ماير سوشوولجانسكي؛ 4 يوليو 1902 - 15 يناير 1983)، والمعروف باسم "محاسب الغوغاء"، كان شخصية أمريكية في الجريمة المنظمة، وكان له دور فعال مع شريكه تشارلز "لاكي" لوتشيانو في تطور النقابة الوطنية للجريمة في الولايات المتحدة.
بصفته عضوًا في جرائم اليهود الأمريكيين المنظمة، طور لانسكي إمبراطورية قمار امتدت حول العالم. وقيل إنه يمتلك نقاطًا (نسبًا مئوية) في الكازينوهات في لاس فيغاس وكوبا وجزر الباهاما ولندن. بالإضافة إلى ذلك، كان له تأثير قوي على المافيا الإيطالية الأمريكية ولعب دورًا كبيرًا في تعزيز عالم الجريمة الإجرامي. كان المدى الكامل لهذا الدور موضوعًا لبعض الجدل، حيث نفى لانسكي نفسه العديد من الاتهامات الموجهة إليه.
طوال تورطه لمدة 50 عامًا كعضو مشارك في الجريمة المنظمة، لم يتم إدانة لانسكي أبدًا بأي شيء سوى المقامرة غير القانونية. على الرغم من تاريخه الإجرامي الواسع، فقد ترك وراءه إرثًا كأحد أكثر رجال العصابات نجاحًا ماليًا في التاريخ الأمريكي. قبل فراره من كوبا، قيل إن ثروة لانسكي تقدر بنحو 20 مليون دولار أمريكي (ما يعادل 178 مليون دولار في عام 2022). عندما توفي في عام 1983، اكتشفت عائلته أن قيمة ممتلكاته تبلغ حوالي 57000 دولار فقط (ما يعادل 167477 دولارًا في عام 2022).
يربطه بعض المؤلفين بمقتل الرئيس الأمريكي جون كينيدي خاصة هؤلاء القائلين بضلوع المافيا في عملية القتل.

## روابط خارجية
- ماير لانسكي على موقع IMDb (الإنجليزية)
- ماير لانسكي على موقع الموسوعة البريطانية (الإنجليزية)
- ماير لانسكي على موقع إن إن دي بي (الإنجليزية)